# L'assassino qualcosa lascia
L'assassino qualcosa lascia è un romanzo giallo scritto da Rosa Mogliasso e pubblicato da Salani nel 2009. Esordio narrativo dell'autrice e della protagonista ricorrente di altri romanzi, il commissario Barbara Gillo.

## Trama
I commissari Barbara Gillo e Massimo Zuccalà indagano insieme sull'omicidio di una giovane della Torino "bene". Titti Peressi è stata uccisa davanti alla villa dei genitori, i pochi indizi iniziali introducono ad una serie incredibile di nefandezze e connessioni che travalicheranno i confini del "provinciale" capoluogo piemontese.

## Edizioni
- Rosa Mogliasso, L'assassino qualcosa lascia, collana Petrolio, Salani, 2009,  p. 281, ISBN 978-88-625-6118-1.